# 國際貓咪日
國際貓咪日（英語：International Cat Day）是在每年8月8日的節日，由国际爱护动物基金会在2002年提出。此節日的目的是為了提昇有關貓咪意識，並讓人學習幫助及保護貓咪的方式。
國際貓咪日的管理權在2020年時，交給了國際貓照顧組織（International Cat Care），這是英國的非營利組織，自1958年起開始提昇家貓的動物健康及動物福利。

## 外部連結
- 官方网站